# Microgenia edwini
Microgenia edwini is een slakkensoort uit de familie van de Raphitomidae. De wetenschappelijke naam van de soort is voor het eerst geldig gepubliceerd in 1894 door Brazier in Henn.